# Любляница
Любля́ница (словен. Ljubljanica) — река в Словении, приток реки Сава.

## Этимология
Точного объяснения происхождения названия реки нет. По одной из версий река получила названия от немецкого нем. Laibach («медленная вода»), другим предположениям название реки произошло от личного имени Любовидъ, предполагаемого основателя поселения на берегах реки. А уже от названия реки получил название город Любляна.
В эпоху Римской империи река и поселение на реке называлось Навпорт (лат. Nauportus), на месте современного Врхника. В средневековых источниках река называется немецкими и латинскими названиями Leybach (1254 год), Laibacus (1260 год), Leybach (1265 год), Laybach (1314, 1443 годы). Словенское название впервые использовал Вальвазор.

## Характеристика реки

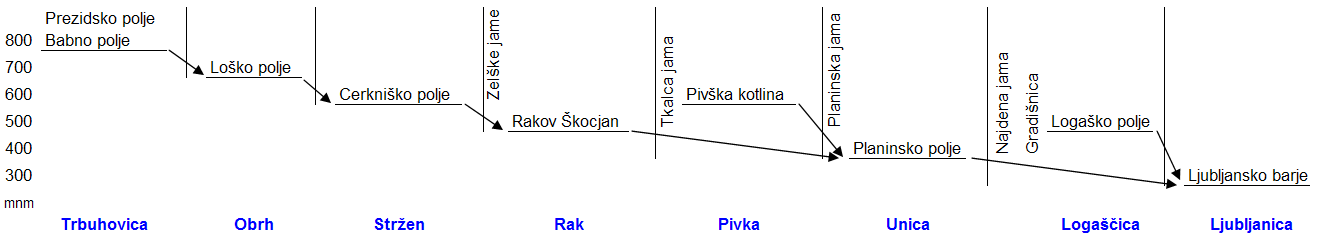
Профиль реки Любляница

На своём протяжении река семь раз исчезает в карстовых провалах и снова появляется на поверхности и при этом меняет своё название. В начале своего течения она называется Трбуховица (словен. Trbuhovica), потом Обрх (словен. Obrh), Стржень (словен. Stržen), Рак (словен. Rak), Пивка (словен. Pivka), Уница (словен. Unica) и только ниже города Врхника получает название Любляница.

Длина реки 41 км от города Врхника до впадения в Саву.Площадь водосборного бассейна 1890 км². Ширина реки 25—30 м, максимальная глубина до 12 м. Около 20 км её течения проходят по подземным карстовым пещерам. В пределах водосбора Любляницы обнаружены карстовые бифуркации, при которых вода из одного участка одновременно течет в разные стороны. На Люблянице расположена столица Словении Любляна, в 10 км от её впадения в Саву. Расход воды варьирует от 4,3 до 132 м³/с и в среднем составляет 39 м³/с. 

## Геология
Большая часть бассейна реки сложена мощной толщей известняков мелового и юрского периода и юрских и триасовых доломитов. Имеются также четвертичные отложения, мощность которых на Планинском Поле достигает 25 м, но в среднем составляет 5 м. Южная часть бассейна до Врхника сложена динарским карстом, состоящим преимущественно из известняка. На северо-западне находится область предальпийского или изолированного карста с крутыми склонами из доломита. Большая часть водосбора состоит из трещиноватых карстовых водоносных горизонтов, которые образуют незначительные водоносные горизонты используемые как источники подземных вод (Люблянские болота). Северная часть водосборного бассейна, расположенная недалеко от истока реки Сава, классифицируется как межзерновой водоносный горизонт.
На участке между истоком Любляницы и Планинским полем на площади примерно 150 км² известно более 800 пещер.

## Климат
В бассейне реки в год насчитывается 100—150 дождливых дней, за это время выпадает от 1300 до 3000 мм осадков. Рекордное суточное количество составляет 300 мм. Осенние и зимние паводки происходят после продолжительных дождей. Весенние паводки провоцируются таянием снегов на высокогорных плато.

## Археологические исследования
В конце XIX века в реке Любляница Карелом Дежманом начаты водолазные археологические исследования. Были обнаружены бронзовые сосуды и железное оружие.

## Достопримечательности
Через Любляницу перекинут мост Драконов.